# Hipnos i el seu germà Tànatos
Hipnos i el seu germà Tànatos (també conegut com a Son i el seu germà Mort) és una pintura a l'oli de l'artista prerafaelita John William Waterhouse realitzada el 1874.
La pintura és una referència als déus de la mitologia grega Hipnos (son) i Tànatos (mort) que eren germans bessons.

## Història
El va presentar a la seva primera exposició a la Royal Academy. Va ser pintat després que dos dels seus germans més joves van morir de tuberculosi.

## Descripció
A la revista The Magazine of Art de 1886, el periodista John Arthur Blaikie va fer una crítica d'aquesta obra:
| « | Les dues figures es reclinen una al costat de l'altre en un sofà baix, més enllà s'observen les columnes d'una columnata oberta a la nit i tocades per la llum de la lluna. L'interior està il·luminat per un llum, que il·lumina la figura més propera, el Son, el cap del qual cau sobre el seu pit, mentre sosté amb la seva mà dreta algunes roselles. Al seu costat es troba la Mort a l'ombra fosca, amb el cap tirat cap enrere, i les línies de la seva figura amb una expressió de lassitud confortable. Als seus peus hi ha una lira antiga, mentre que immediatament en el primer pla hi ha una taula rodona ... Les dues figures són molt joves, i la bellesa de la joventut pertany a una tant com a l'altra ... l'estranya semblança i dissemblança de les figures reclinades. | » |